# مایکل مارتین
مایکل مارتین (انگلیسی: Micheál Martin؛ زادهٔ ۱ اوت ۱۹۶۰) سیاست‌مدار اهل جمهوری ایرلند است که از سال ۲۰۲۵ به عنوان پانزدهمین تی شاخ جمهوری ایرلند خدمت می‌کند. وی پیشتر نیز دارنده همین عنوان از سال ۲۰۲۰ تا ۲۰۲۲ بود. مارتین رهبر حزب ایرلندی فیونا فیل است که در مارس ۲۰۱۱ رهبر اپوزیسیون در ایرلند شد و در فوریه ۲۰۱۱ به رهبری فیونا فیل رسید. وی پیش از این از سال ۲۰۰۸ تا ۲۰۱۱ به عنوان وزیر امور خارجه خدمت کرد، وی وزیر کار، تجارت و اشتغال از ۲۰۰۴ تا ۲۰۰۸ بود؛ و از ۲۰۰۰ تا ۲۰۰۴ وزیر بهداشت و کودکان بود. او همچنین وزیر آموزش و علوم از ۱۹۹۷ تا ۲۰۰۰ و شهردار کورک از ۱۹۹۲ تا۱۹۹۳ بوده‌است.